# Huineng
Dajian Huineng (27 de febrer de 638 - 28 d'agost de 713), també conegut com el sisè patriarca o sisè avantpassat de Chan (xinès tradicional: 禪宗 六祖), és una figura semi-llegendària però central en la història primerenca del budisme Chan xinès (Zen, en japonès). Segons la tradició, era un laic poc educat que de sobte va aconseguir la il·luminació en escoltar el Sutra del Diamant. Tot i la seva manca de formació formal, va demostrar la seva comprensió al cinquè patriarca, Daman Hongren, que llavors suposadament va triar Huineng com el seu successor en lloc de la seva selecció prèvia i coneguda públicament de Yuquan Shenxiu.
Els estudis del segle XX van revelar que la història de la carrera budista de Huineng va ser inventada probablement pel monjo Heze Shenhui, que afirmava ser un dels deixebles de Huineng i era molt crític amb l'ensenyament de Shenxiu.
Huineng és considerat com el fundador de l'escola de budisme Chan "Il·luminació sobtada", que se centra en la consecució immediata i directa de la il·luminació budista. El sutra de la Plataforma del Sisè Patriarca, que es diu que és un registre dels seus ensenyaments, és un text molt influent en la tradició budista de l'Àsia oriental.

### Fonts

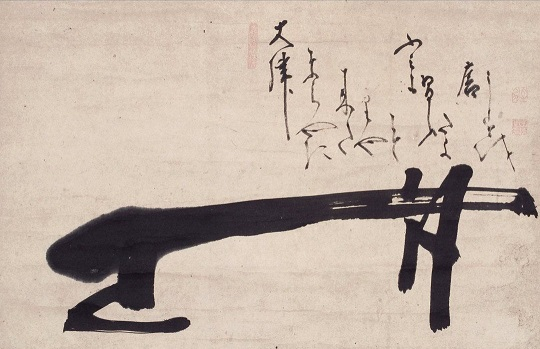
Hakuin Ekaku, l'arròs del sisè patriarca, període Edo (1603–1867 dC)

## Biografia

### El Sutra de la Plataforma
El Sutra de la Plataforma del Sisè Patriarca s'atribueix a un deixeble de Huineng anomenat Fahai i pretén ser un registre de la vida, conferències i interaccions de Huineng amb els deixebles. Tanmateix, el text mostra signes d'haver estat construït durant un període més llarg, i conté diferents capes d'escriptura. Segons John McRae, és així:
| « | ...una meravellosa barreja dels primers ensenyaments Chan, un dipòsit virtual de tota la tradició fins a la segona meitat del segle VIII. Al cor del sermó hi ha la mateixa comprensió de la naturalesa de Buda que hem vist en textos atribuïts a Bodhidharma i Hongren, inclosa la idea que la naturalesa de Buda fonamental és només feta invisible per als humans corrents per les seves il·lusions.. | » |

Segons Wong, el sutra cita i explica una àmplia gamma d'escriptures budistes enumerades aquí en l'ordre d'aparició:
- Sutra del diamant
- Laṅkāvatāra Sūtra
- Mahāparinirvāṇa Sūtra
- Mahāprajñāpāramitā Sūtra
- Brahmajāla Sūtra
- Sutra de Vimalakirti
- Sutra del Lotus
- Śūraṅgama Sūtra
- El despertar de la fe en el Mahayana

### Joventut i introducció al budisme
Segons l'autobiografia de Huineng al Sutra de la Plataforma, el pare de Huineng era de Fanyang, però va ser desterrat del seu càrrec de govern i va morir jove. Huineng i la seva mare es van quedar en la pobresa i es van traslladar a Nanhai, on Huineng va vendre llenya per mantenir la seva família. Un dia, Huineng, mentre lliurava llenya a la botiga d'un client, va veure un home recitant el Sutra del Diamant: "En sortir de la porta vaig veure algú recitant un sutra, i tan bon punt vaig escoltar les paraules del sutra la meva ment es va obrir. Va preguntar sobre el motiu pel qual es cantava el Sutra del Diamant, i la persona va declarar que venia del monestir de meditació oriental al districte de Huangmei a la província de Qi, on va viure i va impartir els seus ensenyaments el Cinquè Patriarca de Chan. El client d'Huineng va pagar els seus deu taels de plata i li va suggerir que es trobés amb el Cinquè Patriarca de Chan.

### Trobada amb el cinquè patriarca del budisme Chan
Huineng va arribar a Huangmei trenta dies després i va expressar al Cinquè Patriarca la seva petició específica d'assolir la "budeïtat". Com que Huineng venia de Guangdong i era físicament diferent dels xinesos del nord, el cinquè patriarca Hongren va qüestionar el seu origen com a "bàrbar del sud" i va dubtar de la seva capacitat per aconseguir la il·luminació. Huineng va impressionar Hongren amb una comprensió clara de la omnipresent naturalesa de Buda en tothom, i va convèncer Hongren perquè el deixés quedar-se. El primer capítol de la versió del cànon Ming del Sutra de la Plataforma descriu la introducció de Huineng a Hongren de la següent manera:
| « | El patriarca em va preguntar: "Qui ets i què cerques?" Vaig respondre: "El teu deixeble és un plebeu de Xinzhou de Lingnan. He viatjat lluny per retre-te homenatge i no cercar res més que la budeïtat". "Així que ets de Lingnan i un bàrbar! Com pots esperar convertir-te en un Buda?" va preguntar el patriarca. Vaig respondre: "Tot i que hi ha persones del nord i del sud, en la naturalesa de Buda no hi ha ni nord ni sud. Un bàrbar difereix físicament de Vostra Santedat, però quina diferència hi ha en la nostra naturalesa de Buda? | » |

A Huineng li van dir que partís llenya i piqués arròs al pati del darrere del monestir i evités anar a la sala principal.

### Concurs de poemes
Vuit mesos més tard, el Cinquè Patriarca va convocar a tots els seus seguidors i va proposar-los un concurs de poemes per demostrar l'etapa de la seva comprensió de l'essència de la ment. Va decidir transmetre la seva túnica i els seus ensenyaments al guanyador del concurs, que es convertiria en el Sisè Patriarca. Shenxiu, el deixeble principal del Cinquè Patriarca, va compondre una estrofa, però no va tenir el coratge de presentar-la al mestre. En canvi, va escriure la seva estrofa a la paret del passadís sud un dia a mitjanit per mantenir l'anonimat. Els altres monjos van veure l'estrofa i la van elogiar. L'estrofa de Shenxiu és la següent:
| « | El cos és l'arbre bodhi. La ment és com el suport d'un mirall brillant. En tot moment hem d'esforçar-nos per polir-lo i no s'ha de deixar que la pols s'acumuli. | » |

El patriarca no estava satisfet amb l'estrofa de Shenxiu, i va assenyalar que el poema no mostrava comprensió de "[la seva] pròpia naturalesa fonamental i essència de la ment". Va donar a Shenxiu l'oportunitat de presentar un altre poema per demostrar que havia entrat a la "porta de la il·luminació", perquè pogués transmetre la seva túnica i el Dharma a Shenxiu, però la ment de l'estudiant estava agitada i no va poder escriure una estrofa més.
Dos dies després, l'analfabet Huineng va sentir l'estrofa de Shenxiu cantada per un jove assistent del monestir i va preguntar sobre el context del poema. L'assistent li va explicar el concurs de poemes i la transmissió de la túnica i el Dharma. Huineng va demanar que el conduïssin al passadís, on també podia retre homenatge a l'estrofa. Va demanar a un funcionari de baix rang anomenat Zhang Riyong de Jiangzhou que li llegís el vers, i de seguida li va demanar que escrivís una estrofa que havia compost.
Segons McRae, "la versió més antiga del Sutra de la Plataforma conté dues versions del vers de Huineng (esquerra i mig). Les versions posteriors, com l'edició Zongbao (c. 1291) de la dinastia Yuan, contenen una versió de l'estrofa de Huineng, una mica diferent dels dos versos trobats a l'edició de Dunhuang del segle VIII (dreta):
| « | \| Text de la dinastia Yuan: Bodhi originalment no té arbre. El mirall no té suport. La naturalesa de Buda és sempre clara i pura. On hi ha lloc per a la pols? \| Text de Dunhuang: La ment és l'arbre bodhi. El cos és el suport del mirall brillant. El mirall brillant és originalment clar i pur. On podria haver-hi pols? \| Text de Dunhuang: Bodhi originalment no té arbre. El mirall brillant tampoc té suport. Bàsicament no hi ha una sola cosa. On podria sorgir la pols? \| | » |
| Text de la dinastia Yuan: Bodhi originalment no té arbre. El mirall no té suport. La naturalesa de Buda és sempre clara i pura. On hi ha lloc per a la pols? | Text de Dunhuang: La ment és l'arbre bodhi. El cos és el suport del mirall brillant. El mirall brillant és originalment clar i pur. On podria haver-hi pols? | Text de Dunhuang: Bodhi originalment no té arbre. El mirall brillant tampoc té suport. Bàsicament no hi ha una sola cosa. On podria sorgir la pols? |

Els seguidors presents estaven sorpresos per l'obra d'un bàrbar del sud. Sent prudent amb l'estatus de Huineng, el patriarca va esborrar l'estrofa i va afirmar que l'autor de l'estrofa no havia arribat a la il·luminació.

## Ensenyaments

### Il·luminació sobtada
Doctrinalment, l'escola del Sud s'associa amb l'ensenyament que la il·luminació és sobtada, mentre que l'escola del Nord s'associa amb l'ensenyament que la il·luminació és gradual. Aquesta és una exageració polèmica, ja que ambdues escoles derivaven de la mateixa tradició, i l'anomenada escola del Sud incorporava molts ensenyaments de la més influent escola del Nord. Finalment, ambdues escoles es van extingir, però la influència de Shenhui va ser tan immensa que totes les escoles Chan posteriors van remuntar el seu origen a Huineng, i la "il·luminació sobtada" es va convertir en una doctrina estàndard de Chan.

### "No-pensament" i meditació
Segons la tradició, Huineng va ensenyar el "no-pensament", la "ment pura i deslligada" que "va i ve lliurement i funciona amb fluïdesa sense cap impediment". No vol dir que un no pensi en tot, però és "una manera de ser molt atenta però lliure […] un estat mental obert i no conceptual que permet experimentar la realitat directament, tal com és realment".
Huineng va criticar l'èmfasi de la suposada escola del Nord en la contemplació tranquil·la:
| « | Quan està viu, un segueix assegut sense estirar-se. Quan està mort, un s'estira sense seure. En tots dos casos, un joc d'ossos pudents! Què té a veure amb la gran lliçó de la vida? | » |

## Impacte històric

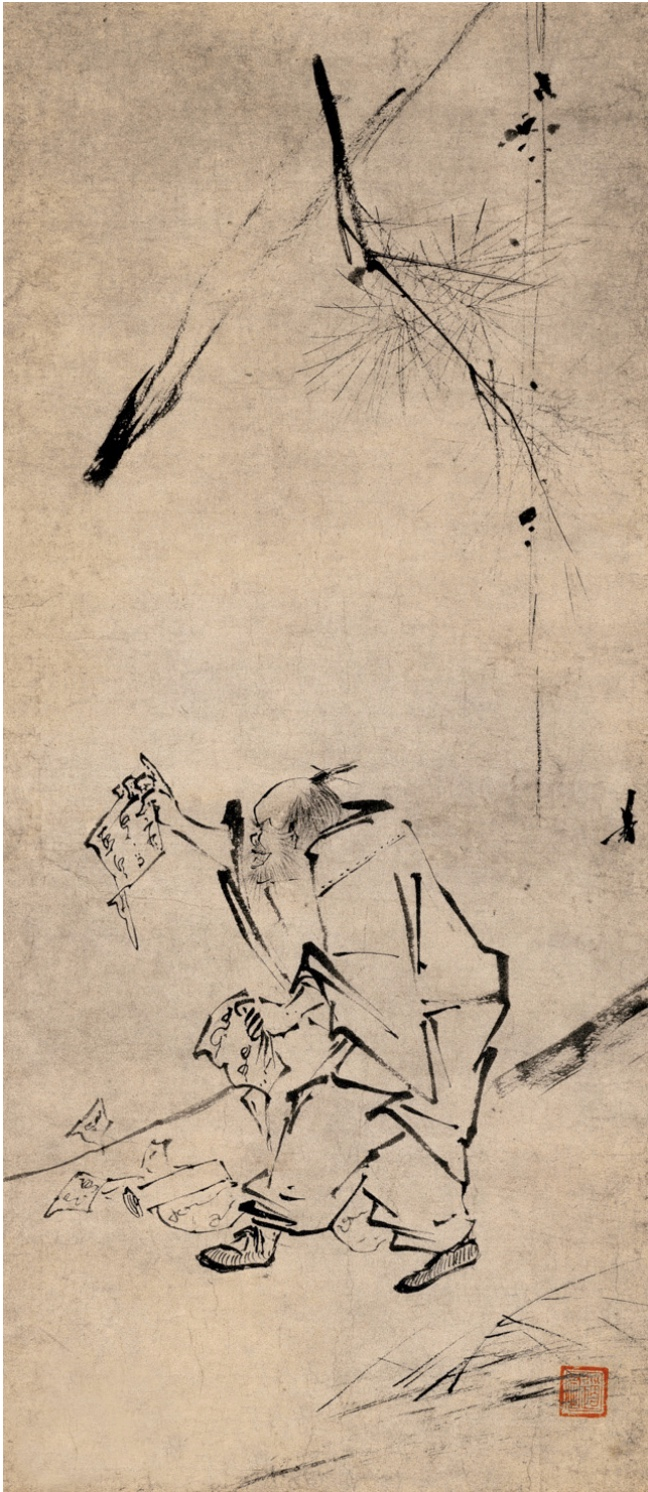
Liang Kai, el sisè patriarca esquinçant un sutra, dinastia Song (960-1279 dC)

Segons la historiografia moderna, Huineng era una figura històrica marginal i obscura. L'erudició moderna ha qüestionat la seva hagiografia, amb alguns investigadors especulant que aquesta història va ser creada cap a mitjans del segle VIII, començant l'any 731 per Shenhui, que suposadament era un successor de Huineng, per guanyar influència a la Cort Imperial. Va afirmar que Huineng era el successor d'Hongren, en lloc del llavors successor reconegut públicament Shenxiu:
| « | Va ser a través de la propaganda de Shenhui (684-758) que Huineng (m. 710) es va convertir en la figura també avui encara destacada del sisè patriarca del budisme Chan/Zen, i va ser acceptat com a avantpassat o fundador de tots els llinatges posteriors del canvi […] utilitzant la vida de Confuci com a plantilla per a la seva estructura, Shenhui va inventar una hagiografia per al llavors molt obscur Huineng. Al mateix temps, Shenhui va forjar un llinatge de patriarques de Chan fins al Buda utilitzant idees del budisme indi i del culte als avantpassats xinesos. | » |

L'any 745, Shenhui va ser convidat a residir al temple Heze a Luoyang. L'any 753, va caure en desgràcia, i va haver d'abandonar la capital per partir a l'exili. El més destacat dels successors del seu llinatge va ser Guifeng Zongmi. Segons Zongmi, l'enfocament de Shenhui va ser sancionat oficialment l'any 796, quan "una comissió imperial va determinar que la línia sud de Chan representava la transmissió ortodoxa i va establir Shenhui com el setè patriarca, col·locant una inscripció en aquest sentit al temple de Shen-Lung".
Segons Schlütter i Teiser, la biografia de Huineng explicada al Sutra de la Plataforma és una llegenda convincent d'un laic analfabet i "bàrbar" que es va convertir en un patriarca del budisme Chan. La major part del que sabem sobre Huineng prové del Sutra de la Plataforma, que consisteix en el registre d'una xerrada pública que inclou una autobiografia d'Huineng, que era una hagiografia, és a dir, una biografia d'un sant que el representava com un heroi. Aquesta autobiografia va ser escrita per donar autoritat als ensenyaments de Huineng. El Sutra es va convertir en un text molt popular i es va difondre àmpliament en un intent d'augmentar la importància del llinatge de Huineng. Com a resultat, la història podria haver estat alterada al llarg dels segles. Shenhui (685-758) va ser la primera persona que va afirmar que Huineng era alhora un sant i un heroi. Com a resultat d'aquesta reclamació impugnada, es van fer modificacions al Sutra de la Plataforma, una còpia manuscrita del qual es va trobar més tard a Dunhuang.
Resulta que es coneixia poc sobre Huineng abans del relat que en fa Shenhui. "Es van necessitar totes les habilitats retòriques de Shenhui i dels seus simpatitzants per donar una forma al nom Huineng"; per tant, el personatge Huineng descrit per Shenhui no era completament real. Al Sutra de la Plataforma, després del sermó de Huineng hi havia una narració de Fahai, que va abordar algunes entrevistes entre Huineng i els seus deixebles, inclòs Shenhui. És probable que "gran part del Sutra de la Plataforma es va construir a partir dels invents de Shenhui", i l'evidència textual suggereix que "l'obra va ser escrita poc després de la seva mort". Després de la mort de Huineng, Shenhui va voler reivindicar la seva autoritat sobre el budisme Chan, però la seva posició va ser desafiada per Shenxiu i Puji, que van donar suport a l'escola del Nord que ensenyava la il·luminació gradual. És raonable suposar que aquesta autobiografia va ser probablement un intent de Shenhui de relacionar-se amb les figures més reconegudes del budisme Chan, que essencialment li va permetre connectar-se amb Buda a través d'aquest llinatge.
Un epitafi de Huineng escrit pel poeta Wang Wei també revela incoherències amb el relat de Shenhui sobre Huineng. L'epitafi "no ataca Chan del Nord, i afegeix nova informació sobre un monjo, Yinzong (627-713), que es diu que va tonsurar Huineng". Wang Wei era un poeta i un funcionari del govern, mentre que Shenhui era un propagandista que va predicar a la multitud, la qual cosa porta novament a preguntes sobre la seva credibilitat.
"En la mesura que es pot determinar a partir de les proves supervivents, Shenhui posseïa poca o cap informació fiable sobre Huineng, excepte que era deixeble d'Hongren, vivia a Shaozhou i alguns seguidors de Chan el consideraven únicament un professor d'importància regional". Sembla que Shenhui va inventar la figura d'Huineng per convertir-se ell mateix en el "veritable hereu de l'única línia de transmissió de Buda en el llinatge del Sud", i sembla que aquesta era l'única manera de fer-ho.
En una nota relacionada, les pràctiques budistes Chan, inclosa la transmissió sense paraules i la il·luminació sobtada, eren molt diferents de l'entrenament tradicional d'un monjo. Segons Kieschnick, "els relats Chan ridiculitzen tots els elements de l'ideal erudit-monjo que s'havien format al llarg dels segles en l'hagiografia tradicional", amb exemples que es troben en la immensa literatura del "període clàssic".